# Carter Bassett Harrison
Carter Bassett Harrison (* um 1756 im Charles City County, Colony of Virginia; † 18. April 1808 im Prince George County, Virginia) war ein US-amerikanischer Politiker.

## Leben
Harrison war Sohn von Benjamin Harrison. Damit war er ein älterer Bruder des späteren Präsidenten William Henry Harrison (1773–1841). Er besuchte das College of William & Mary in Williamsburg. 1784 bis 1786 sowie 1805 bis 1808 war Harrison Mitglied des Virginia House of Delegates. Zwischen dem 4. März 1793 und dem 3. März 1799 war er für den Staat Virginia Abgeordneter im Repräsentantenhaus der Vereinigten Staaten. Im dritten Kongress stand er in Opposition zur Bundesregierung unter den Präsidenten George Washington bzw. John Adams (Anti-Administration-Fraktion), danach wurde er Mitglied der vom späteren Präsidenten Thomas Jefferson gegründeten Demokratisch-Republikanische Partei. Harrison starb am 18. April 1808 im Prince George County.